# キャット・パワー
キャット・パワー (Cat Power) ことシャーン・マーシャル（Chan Marshall、1972年1月21日 - ）は、アメリカ合衆国の女性シンガーソングライターである。

## 略歴
アメリカ合衆国ジョージア州アトランタで育つ。1992年頃よりニューヨークへやってきてギターを学びながらストリートミュージシャンとして約2年を過ごす。
しだいに小さなライブハウスで弾き語り演奏をしだした彼女のもとへ1994年前半、当時人気を集め始めていた女性シンガーソングライターであるリズ・フェア (en:Liz Phair) のコンサートのオープニングアクトの話がくる。ここで後に彼女のサポートメンバーとなるティム・フォルヤン（ギター）や、ソニック・ユースのメンバーでもあるスティーヴ・シェリー（ドラム）と出会う。ティム・フォルヤンと知り合いになった彼女は1994年後半に行われたレインコーツの再結成ライブでスティーヴ・シェリーとも親交を深めトリオとして活動を始める。そして1995年、ラント・レコード（イタリア）よりデビュー・アルバム『ディア・サー』を発表。1996年、スティーヴ・シェリーの自主レーベル、スメルズ・ライク・レコード（アメリカ）より『Myra Lee』をリリースする。この2作にマタドール・レコード（アメリカ）が関心を示しレコード契約を結ぶ。そしてアルバム『ワット・ウッド・ザ・コミュニティー・シンク』を発表する。この作品はCMJチャートを中心に話題を呼び、名門マタドール・レコードからの発売ということもあり世界中へ名前を広める。
その後、ティム・フォルヤン、スティーヴ・シェリーと離れオーストラリア、メルボルンのスリーピース・オルタナティブ・バンド、ダーティー・スリーの2人のメンバーと共に1998年、アルバム『ムーン・ピックス』を制作する。この作品はヴァン・モリソンの『アストラル・ウィークス』、ジョニ・ミッチェルの『ブルー』と並ぶパーフェクトな作品と評価される。そしてカヴァー・アルバムを挟み、エンジニアにアダム・キャスパー（ニルヴァーナ、パール・ジャム、フー・ファイターズらの作品でプロデュースやエンジニアリングを手がける）、サポートとしてエディ・ヴェダー（パール・ジャム）、デイヴ・グロール（フー・ファイターズ）を迎えてアルバム『ユー・アー・フリー』を制作。これが彼女の出世作となり日本でも人気を集めるようになる。
それから3年、再びメンフィスでアルバム『ザ・グレイテスト』を録音。バックにサザン・ソウルを代表するハイ・レコーズを支えていたティーニー・ホッジス（ギター）やリロイ・ホッジス（ベース）ら名手といわれるセッション・ミュージシャンを集めてつくられた。
ちなみに、Cat Powerという名前とは裏腹に実は愛犬家で猫嫌いである。

## サウンド

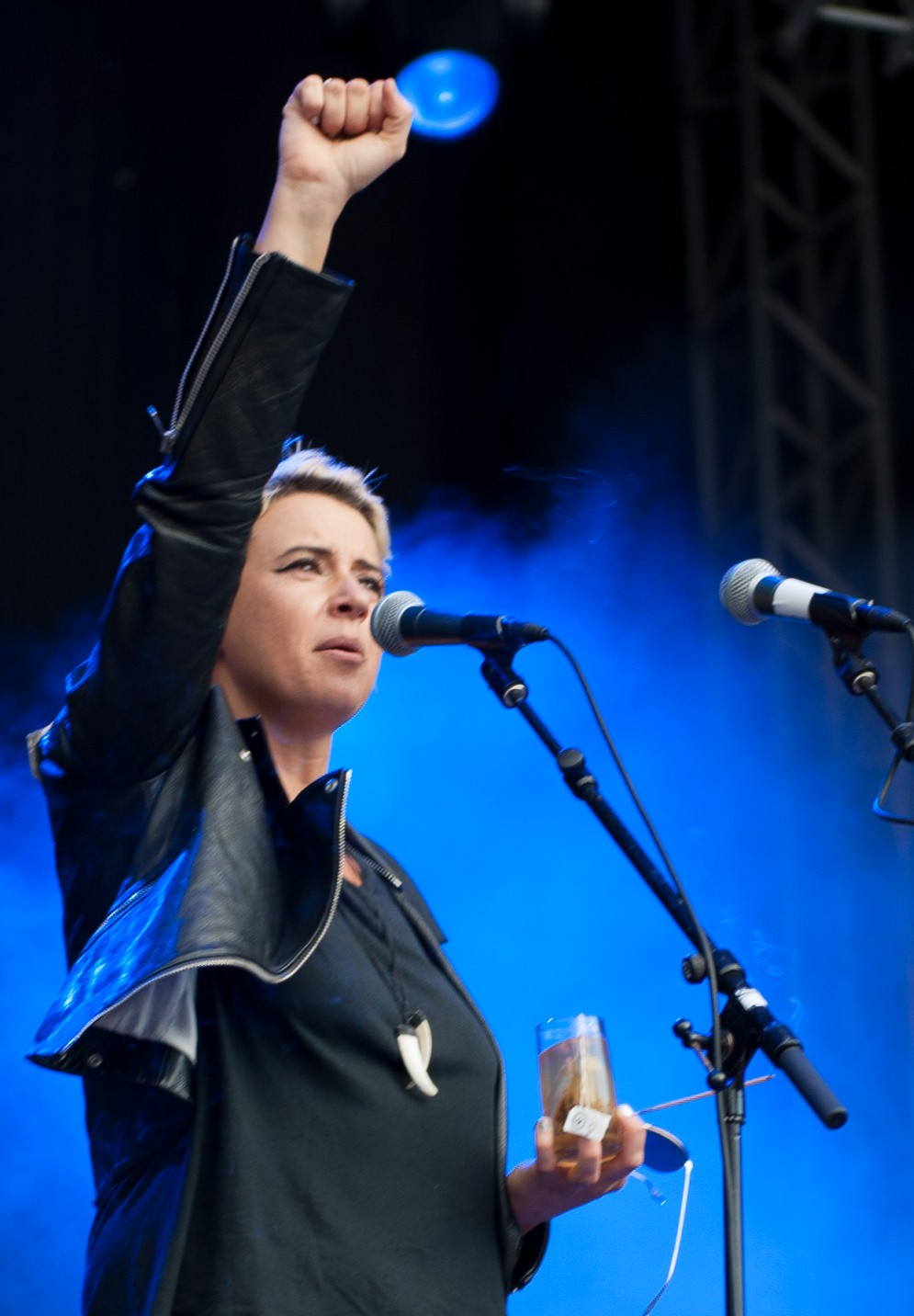
2013年

オルタナティブを通過したどこか新しいフォークを主体とする。全体的に音数は少なく、乾いたアコースティックギターやピアノの弾き語り部も多い。ストラクチャーもペースも明確ではなく自由で淡々と独自の世界を築いていく。ハスキーなようなスウィートなような美声、そしてルックスの良さも人気の一因であるとされる。
2006年1月の『ザ・グレイテスト』はベストアルバムと誤解させるようなタイトルだが、れっきとしたオリジナル作品。

## アルバム『ユー・アー・フリー』をお気に入りにあげていたアーティスト
- ソニック・ユース
- モグワイ
- ブライト・アイズ
- サーズデイ
- ブリティッシュ・シー・パワー
- カンセイ・ジ・セール・セクシー

## ディスコグラフィ

### アルバム
- 『ディア・サー』 - Dear Sir (1995年)
- 『Myra Lee』 (1996年)
- 『ワット・ウッド・ザ・コミュニティー・シンク』 - What Would the Community Think (1996年)
- 『ムーン・ピックス』 - Moon Pix (1998年)
- 『ザ・カヴァーズ』 - The Cover Record (2000年) ※カヴァーアルバム
- 『ユー・アー・フリー』 - You Are Free (2003年) ※全米105位
- 『ザ・グレイテスト』 - The Greatest (2006年) ※全米34位
- 『ジュークボックス』 - Jukebox (2008年) ※カヴァーアルバム、全米12位
- 『サン』 - Sun (2012年)
- 『Wanderer』 (2018年)
- 『Covers』（2022年）
- 『Cat Power Sings Dylan: The 1966 Royal Albert Hall Concert』（2023年）